# Piers Morgan
Piers Morgan (ur. 30 marca 1965 w Newick) – brytyjski dziennikarz i prezenter telewizyjny.
Pracował w brytyjskich tabloidach: The Sun, Daily Mirror, News of the World. W wieku 29 lat był najmłodszym edytorem ogólnokrajowego dziennika (News of the World) w historii. W latach 2011–2014 prowadził program Piers Morgan Live na antenie CNN. Był jurorem w programach America’s Got Talent i Britain’s Got Talent. Wygrał siódmy sezon reality show Celebrity Apprentice (2008). Jest prezenterem brytyjskich programów: Piers Morgan's Life Stories (od 2009), Good Morning Britain (od 2015) oraz Piers Morgan Uncensored (od 2022). Autor ośmiu książek, w tym czterech autobiografii.